# ハッピー・ヨコハマ
「ハッピー・ヨコハマ」（HAPPY YOKOHAMA）は、日本の歌手アン・ルイスの3枚目のシングル。ビクターレコードから1972年9月25日に発売された。規格品番はSV-2174。

## 概要
表題曲「ハッピー・ヨコハマ」は、1964年にザ・ピーナッツのドイツ盤シングルとして「HAPPY YOKOHAMA」のタイトルで発表された楽曲になかにし礼が日本語詞を付けたカバー曲である。デビュー曲から本作まで、3作連続でなかにしの作詞となった。
2020年9月2日にはMEG-CDとして復刻された。規格品番はVODL-30128。

## 収録曲
1. ハッピー・ヨコハマ（2分19秒）
作詩：なかにし礼 / 作曲：H.Kiessling, K.Hertha / 編曲：川口真 / 演奏：ビクター・オーケストラ
2. 北国の雨にぬれて（2分43秒）
作詩：なかにし礼 / 作曲・編曲：川口真 / 演奏：ビクター・オーケストラ